# Szpyci
Szpyci (ukr. Шпиці) – szczyt położony na Ukrainie, w paśmie górskim Czarnohora o wysokości 1863 m n.p.m. Administracyjnie należy do obwodu iwanofrankiwskego, do rejonu nadwórniańskiego.

## Galeria

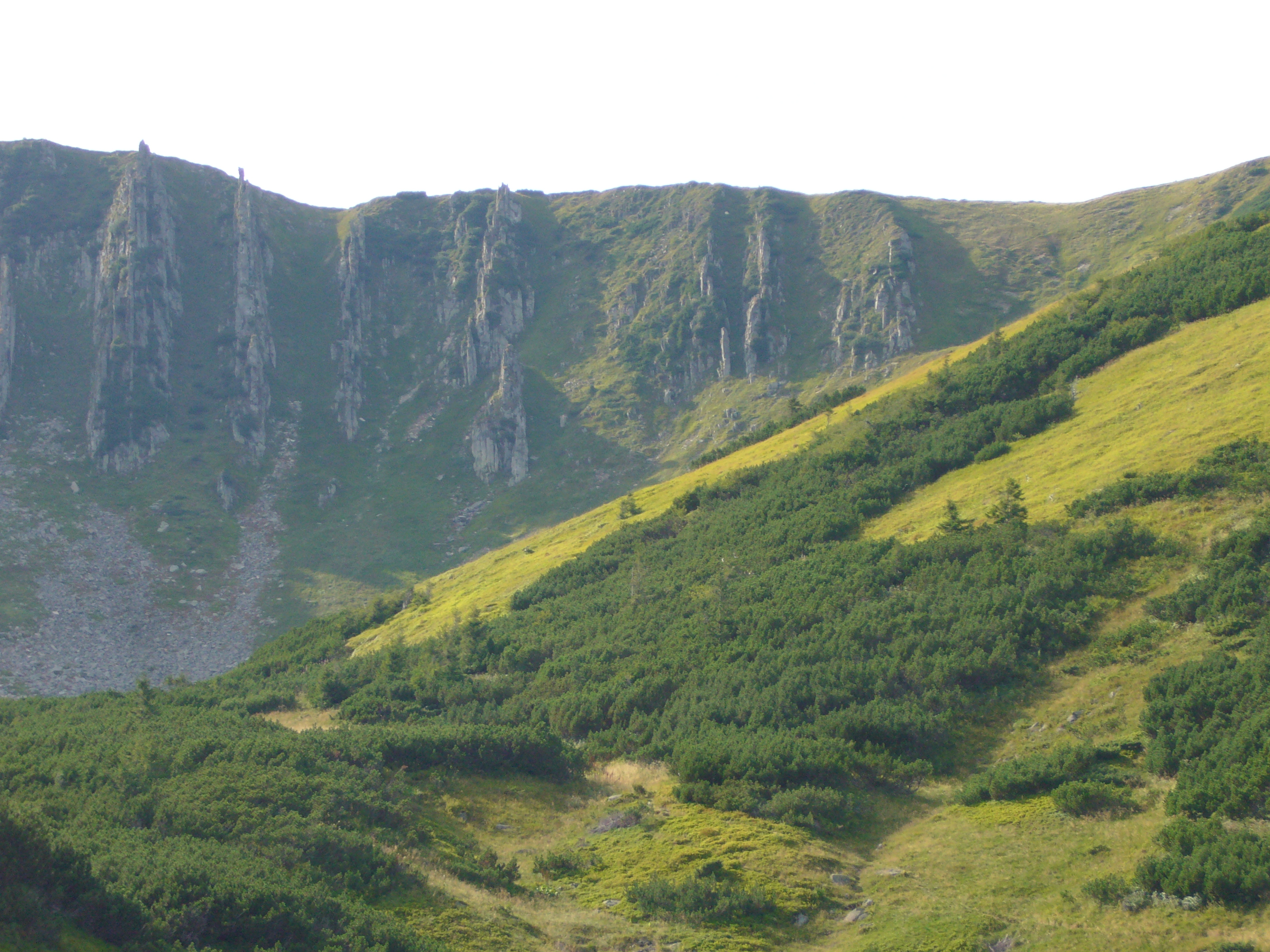
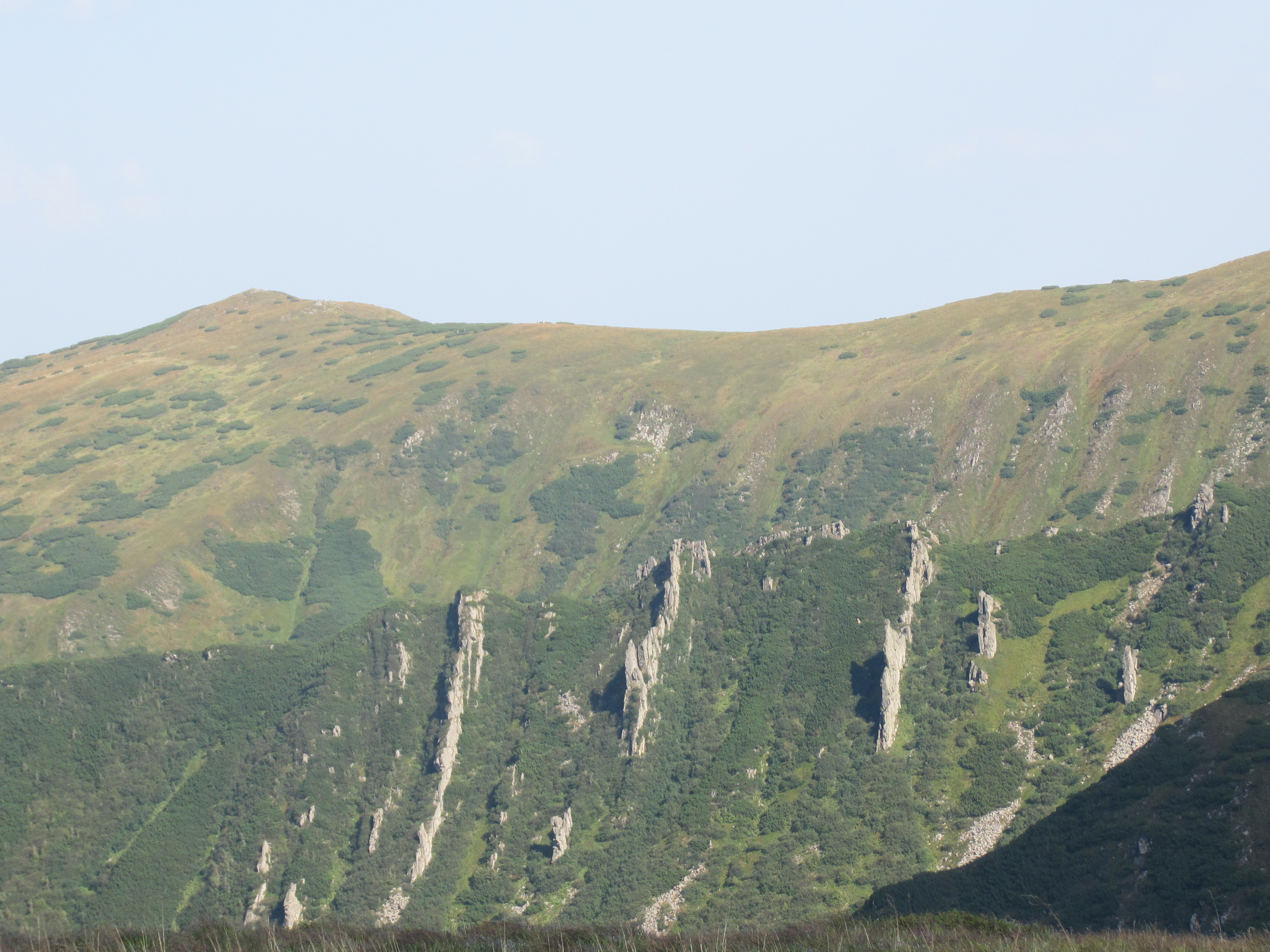
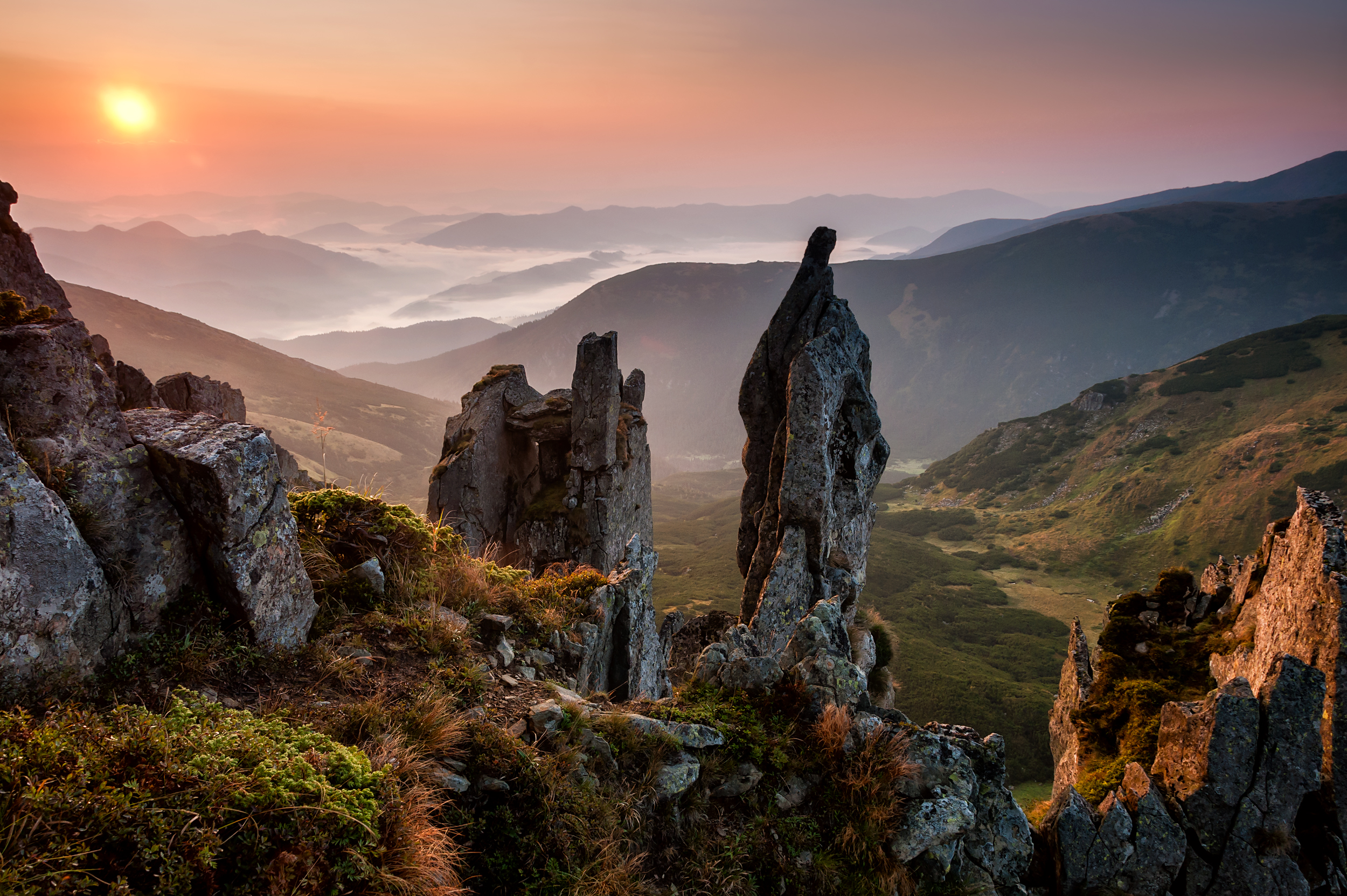
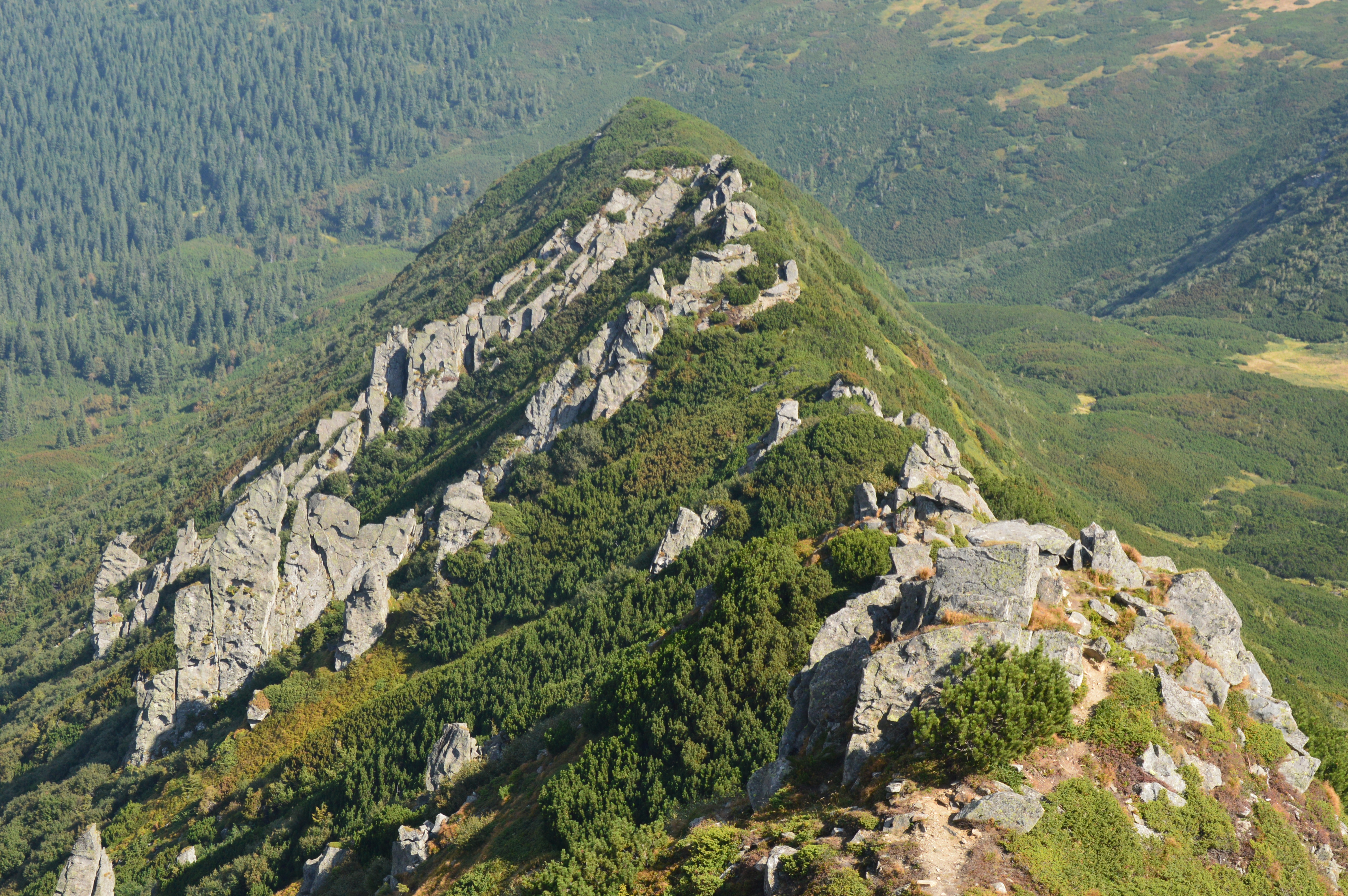
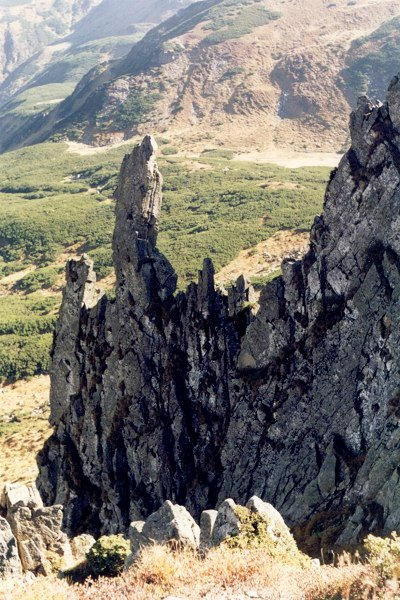
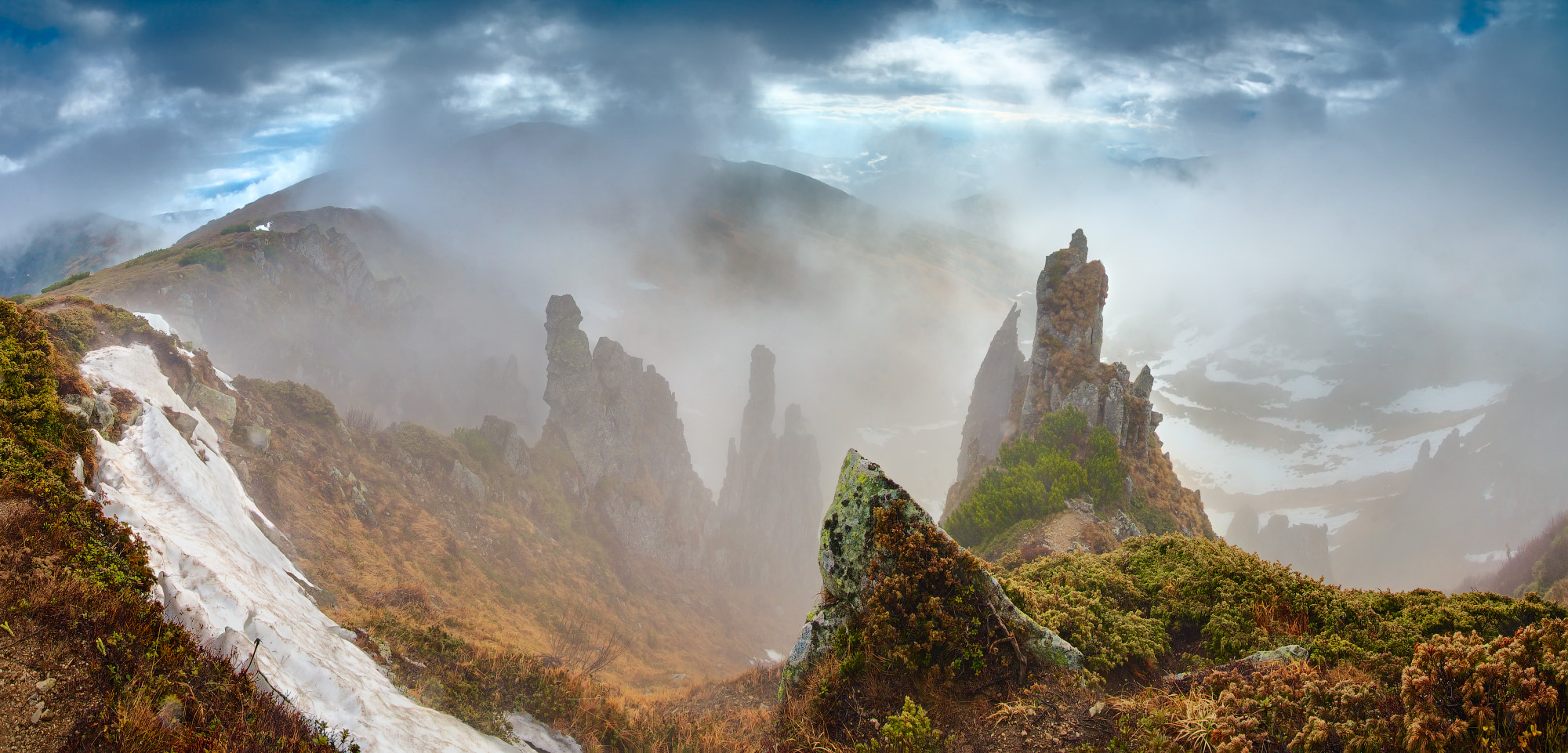
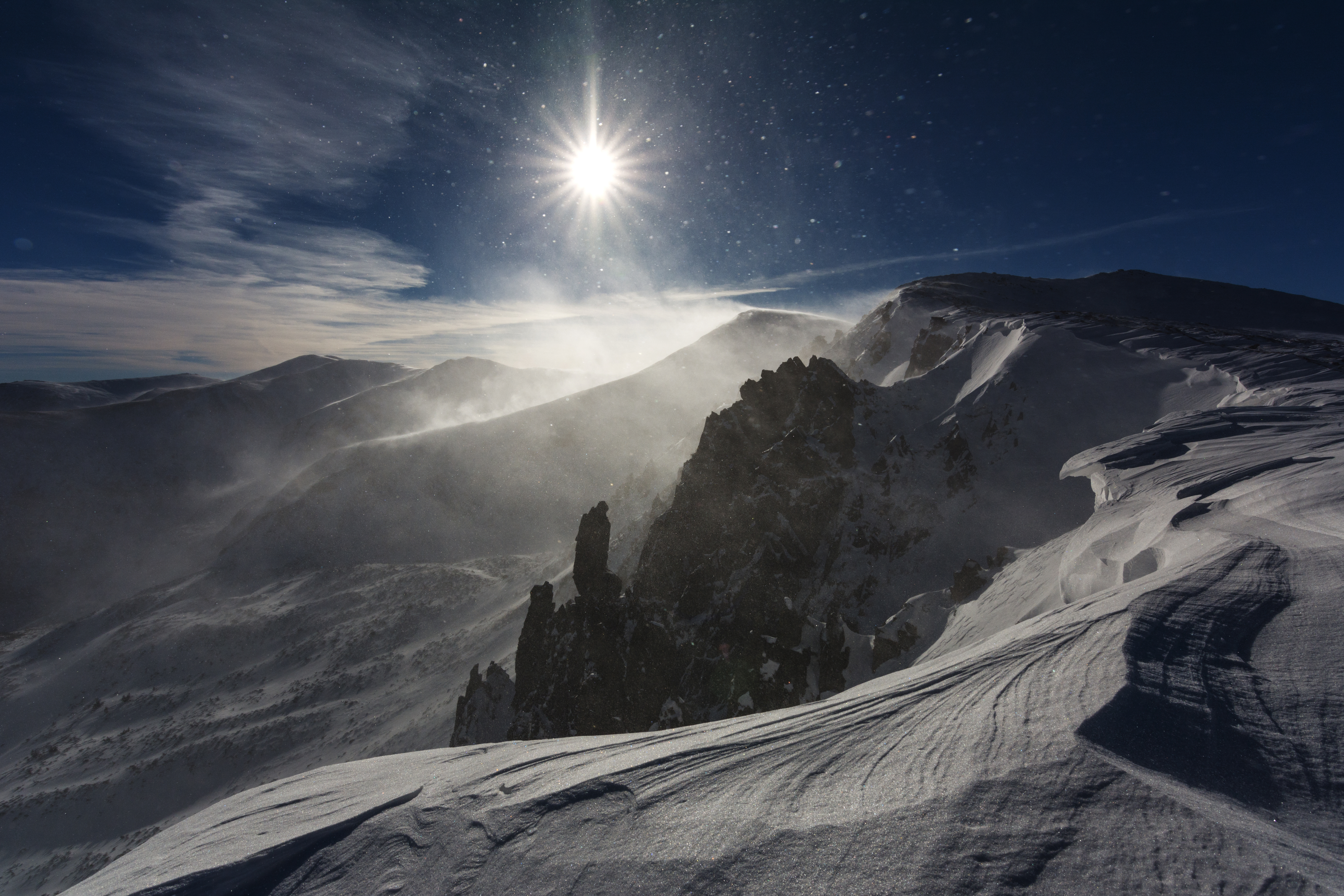
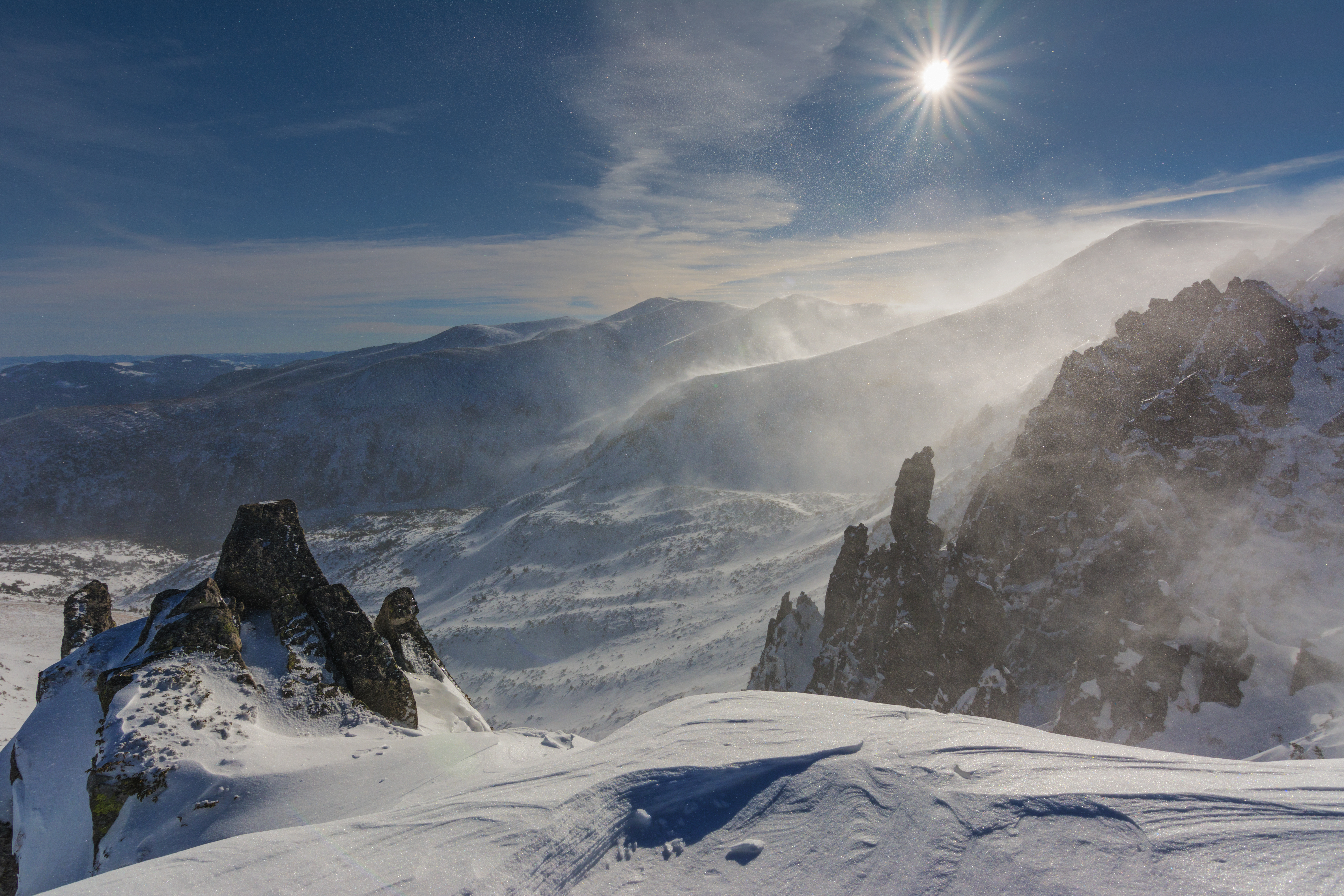